# Justin Neumann
Justin Neumann (* 17. März 1998 in Lutherstadt Wittenberg) ist ein deutscher Fußballspieler.

## Werdegang
Neumann begann in der Jugend des SV Rot-Weiß Kemberg, bevor er 2011 in die Jugend des Halleschen FC wechselte. Dort durchlief er alle folgenden Jugendstationen. Am 1. Juli 2017 bekam er seinen ersten Profivertrag. Bereits am 20. Mai 2017 hatte er zuvor am letzten Spieltag der Saison 2016/17 gegen Holstein Kiel sein Debüt in der 3. Liga gegeben, als er in der 80. Minute eingewechselt wurde. In der Spielzeit 2017/18 kam er nicht über die Reservistenrolle hinaus und bestritt lediglich zwei Kurzeinsätze. Danach wechselte er in die Landesklasse Sachsen-Anhalt zur SG 1919 Trebitz.